# Strada statale 315 di Magliano Sabina
La strada statale 315 di Magliano Sabina (SS 315), ora strada provinciale 150 Magliano Sabina (SP 150), è una strada provinciale italiana che si snoda nella provincia di Viterbo.

## Percorso
La strada ha inizio in località Borghetto, nel comune di Civita Castellana, frazione che ospita la stazione di Civita Castellana-Magliano. L'arteria corre parallela alla linea ferroviaria Firenze–Roma, passando quindi per la stazione di Gallese Teverina e quella di Orte. Il tracciato termina innestandosi sulla ex strada statale 204 Ortana nei pressi di Orte.
In seguito al decreto legislativo n. 112 del 1998, dal 2002 la gestione è passata dall'ANAS alla Regione Lazio che ha provveduto al trasferimento dell'infrastruttura al demanio della Provincia di Viterbo.